# Obernbreit
Obernbreit ist ein Markt im unterfränkischen Landkreis Kitzingen. Der gleichnamige Hauptort ist Sitz der Gemeindeverwaltung.

## Geografie
Obernbreit liegt in der Planungsregion Würzburg (Bayerische Planungsregion 2).
Es gibt nur die Gemarkung und den Gemeindeteil Obernbreit.
Nachbargemeinden sind (von Norden beginnend im Uhrzeigersinn) Marktsteft, Seinsheim, Martinsheim und Marktbreit.
Naturräumlich liegt Obernbreit im Ifftalbereich, der von tiefen Tälern geprägt wird. Besondere Bedeutung hat der an der Grenze des Naturraums befindliche Zepter-Steinbruch. Der Bruch ist heute als Geotop eingetragen, wobei hier der einzige vollständig erhaltene Nautilus-Unterkiefer gefunden wurde.

## Geschichte

### Bis zur Gemeindegründung
Funde aus der Jungsteinzeit geben den Hinweis auf eine frühe Besiedlung.
Der Ort selbst wird in der Teilungsurkunde der Grafen Heinrich II. und Hermann II. zu Castell 1266 erstmals urkundlich als due ville Broite et Broite genannt.:64
Wenig später erhielten die zwei Dörfer zur Unterscheidung die Namen broite superior (Obernbreit) und broite inferior. Aus Niedernbreit entwickelte sich das spätere Marktbreit. Ende des 13. Jahrhunderts treten als Eigentümer von broite superior die Herren von Hohenlohe–Brauneck in Erscheinung.:98
1448 kam der Ort durch Kauf zusammen mit fünf weiteren „Maindörfern“ aus hohenlohischem Besitz an Markgraf Albrecht Achilles von Brandenburg. Eine vier Tage dauernde Belagerung, die Einnahme und Plünderung durch die Würzburger Truppen des Bischofs Johann III. von Grumbach mussten die Bewohner im Ersten Markgräfler Krieg 1448 ertragen. Die Markgrafen blieben die dominierenden Lehensgeber und führten im Ort 1528 die Reformation ein. Im Dreißigjährigen Krieg brannte der Ort 1634 fast völlig ab. Nach dem Westfälischen Frieden erhielt Obernbreit den markgräflichen Verwaltungssitz.:65 Von 1650 bis 1730 blieb Obernbreit Sitz des Oberschultheißen für folgende sechs „Maindörfer“: Obernbreit, Gnodstadt, Marktsteft, Sickershausen, Martinsheim und Oberickelsheim.
Der ehemalige Kondominatsort des Fürstentums Ansbach, des Hochstifts Würzburg und der Grafschaft Schwarzenberg war schließlich vollständig durch Ansbach in Besitz genommen worden. Die Herrschaft der Ansbacher endete 1791. Ab diesem Jahr gehörte Obernbreit zu Preußen und ab 1806 mit dem Fürstentum zu Bayern. Im Jahre 1810 kam der Ort bei Grenzbereinigungen zum Großherzogtum Würzburg und fiel mit ihm 1814 an das Königreich Bayern zurück. Im Zuge der Verwaltungsreformen in Bayern entstand mit dem Gemeindeedikt von 1818 die heutige Gemeinde.
Seit der zweiten Hälfte des 20. Jahrhunderts existiert in Obernbreit wieder eine katholische Gemeinde. Sie erhielt mit der Maria-Königin-Kirche im Jahr 1970 ein eigenes Gotteshaus.

### Einwohnerentwicklung
| Jahr | Einwohner      |
| ---- | -------------- |
| 1970 | 1543 Einwohner |
| 1987 | 1484 Einwohner |
| 1991 | 1615 Einwohner |
| 1995 | 1709 Einwohner |
| 2000 | 1794 Einwohner |
| 2005 | 1925 Einwohner |
| 2010 | 1746 Einwohner |
| 2015 | 1712 Einwohner |

Im Zeitraum 1988 bis 2018 stieg die Einwohnerzahl von 1519 auf 1714 um 195 Einwohner bzw. um 12,8 %. 2005 hatte der Markt 1854 Einwohner.
Quelle: BayLfStat

## Politik

### Gemeinderat
Die Gemeinderatswahl 2020 ergab folgende Stimmenanteile und Sitzverteilung:
| Partei/Liste                                | %    | Sitze |
| ------------------------------------------- | ---- | ----- |
| CSU                                         | 27,0 | 3     |
| SPD                                         | 31,5 | 4     |
| Freie Wähler Bayern/Freie Wähler Obernbreit | 41,5 | 5     |

### Bürgermeisterin
Susanne Knof (nominiert von Freien Wählern Bayern und Freien Wählern Obernbreit) ist seit 1. Mai 2020 Erste Bürgermeisterin; diese wurde am 15. März 2020 mit 79,5 % der gültigen Stimmen gewählt. Ihr Vorgänger war Bernhard Brückner (CSU), im Amt von 1. Mai 2002 bis 30. April 2020. Brückner war Nachfolger von Friedrich Heidecker (SPD).

### Wappen
| Wappen von Obernbreit | Blasonierung: „Geviert von Silber und Schwarz.“ |
| Wappen von Obernbreit | Wappenbegründung: Bis zur Gebietsreform 1972 wurde ein von Silber und Rot geviertes Wappen geführt. Es war das Wappen der Grafen von Castell, die seit 1258 in der Gemeinde die Ortsherrschaft bis 1448 ausübten. Dieses Wappen ist seit dem 16. Jahrhundert nachgewiesen. Das heutige Wappen mit der Vierung von Silber und Schwarz ist das Wappen der Markgrafen von Ansbach-Bayreuth aus der Familie der Hohenzollern. Obernbreit gehörte zu diesem Markgraftum von 1448 bis 1792. Die Tingierung des Wappens war lange Zeit unsicher, Otto Hupp legte die Farben Silber und Rot fest, also die Farben der Familie Castell. Die Gemeinde führt jedoch das Wappen der Markgrafen von Ansbach in der Tingierung Silber und Schwarz. |

### Verwaltung
Die Gemeinde ist Mitglied der Verwaltungsgemeinschaft Marktbreit.

## Kultur und Sehenswürdigkeiten

### Baudenkmäler

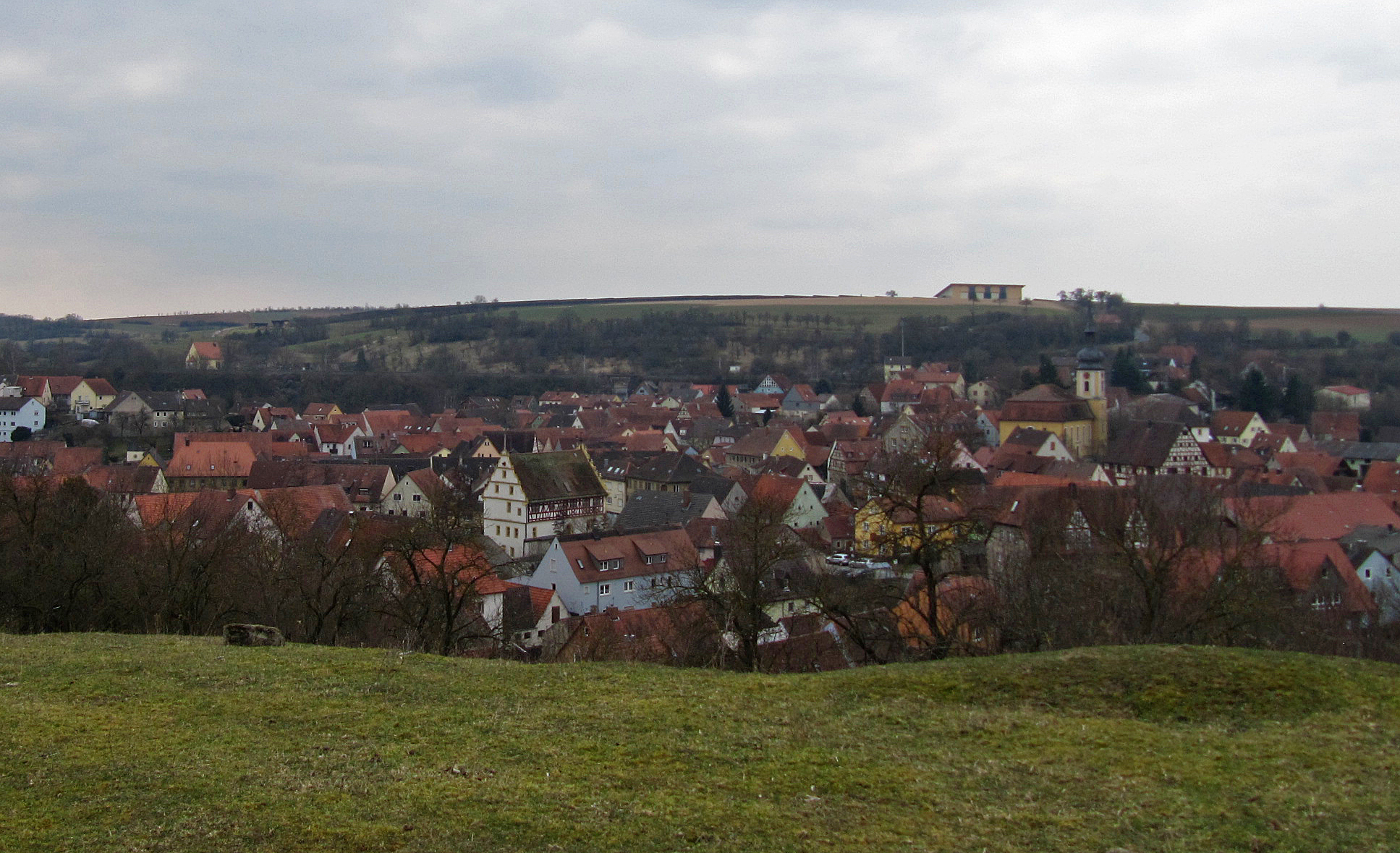
Ortsansicht mit Friedhofskapelle, Rathaus und St. Burkard

#### St. Burkard
Nur wenige Überreste künden heute von der Kirchenburg mit Friedhof. Diese wurde 1462 urkundlich erwähnt. Ein Vorgängerbau am Platz der heutigen Pfarrkirche St. Burkard wurde 1634 im Dreißigjährigen Krieg zerstört. Das 1661 errichtete Gotteshaus war kurze Zeit später erneut baufällig. Mit dem Neubau des heutigen Kirchengebäudes begann Johann David Steingruber 1731. Schon am 16. November 1732 konnte das Gotteshaus geweiht werden.
In St. Burkard zeigt sich der Markgrafenstil. Dieser war Ausdruck des evangelisch-lutherischen Glaubens. Seine Elemente sind hier in der Außenansicht und Innenausgestaltung zu finden. Im rechteckigen Saalbau des Kirchenschiffs wurde eine doppelstöckige Empore eingezogen. Aus dem Vorgängerbau rückten die Einrichtungsgegenstände, Taufstein und Kanzel, in unmittelbare Nähe des Altars.

#### Friedhofskirche Heilig Kreuz
Ursprünglich begrub man die Toten im Kirchhof. 1585 verlegte man den Friedhof vor den Ort. Auf dem Sturzstein der Rundbogenpforte stehen diese Jahreszahl und zwei Namen: „PAVLUS STRENG“ und „PAULUS HEUNISCH“. Von Vorgängerbauten und dem Alter dieser kleinen Kirche im Friedhof ist wenig bekannt. Doch gab es bereits im 15. Jahrhundert eine Heilig-Kreuz-Kapelle.
Der Innenraum besitzt eine einfache Kassettendecke und eine Empore. Er ist schlicht und hell. Das und die Kanzelwand im Spitzbogen, die den Blick in die Apsis verwehrt, erinnern an Markgrafenstil-Kirchen. Die Orgel kam 1908 auf die Empore.

#### Rathaus
Inschriften über dem Portal und im Giebel gaben als Erbauungszeitraum 1609–1610 an. Ältere Reste wie das markgräfliche Wappen und die Jahreszahl 1563 stammen aus dem Vorgängerbau, einer Jakobskirche. Hans Keesebrod aus Segnitz war der Baumeister.:65
Die Schmalseite mit Volutengiebel zeigt zur Hauptstraße. Auf hohem Steinsockel wurde längsseits in Fachwerkbauweise ein Stockwerk bis zur Dachauflage aufgesetzt. Das erste Stockwerk ist nur durch eine überdachte Freitreppe zu erreichen.

#### Synagoge
Erstmals wurde in Quellen ortsansässige Juden im Jahre 1528 erwähnt. Durch ausgestellte Judenschutzbriefe wird ihre Existenz auch 1531, 1534, 1558 und 1668 bestätigt. 1714 und 1796 sprechen die Quellen von sechs ortsansässigen Familien. 1832 lebten 157 jüdische Personen im Ort. Das waren 12,3 Prozent der Einwohner. Diese Zahl sank danach wieder kontinuierlich. Im Jahre 1910 gab es noch 20 jüdische Personen hier und 1942 deportierte man die letzten vier jüdischen Bewohner nach Izbica und Theresienstadt.
An Einrichtungen hatte die Gemeinde eine Synagoge mit Schule und rituellem Bad.
Im Jahr 1748 wurde eine neue Synagoge in Obernbreit fertiggestellt und bis zur Auflösung der Gemeinde 1911 auch als religiöses Zentrum genutzt. Nach dem Verkauf der Inneneinrichtung kam der Sakralbau in Privatbesitz. Nur der in die Außenmauer eingelassene Stein mit dem Relief des Davidsterns erinnerte an die ursprüngliche Verwendung des Gebäudes. Pfarrer Walz ließ 1996 bis 1999 den Chuppastein renovieren. Diesen Stein bezeichnet man auch als Hochzeitsstein. An ihm zerschlug der Bräutigam ein Glas. Damit erinnerte er an die Zerstörung des Tempels in Jerusalem.:65
Nach seiner Gründung erwarb der Träger- und Förderverein ehemalige Synagoge Obernbreit e. V. 2005 das Gebäude und kümmert sich um die Renovierung und den Erhalt der ehemaligen Synagoge als Kulturzentrum. Die Mikwe wurde beim Umbau entdeckt und konnte bereits wiederhergestellt werden.
Die Synagoge befand sich in der Kirchgasse 4. Ehemals wurde sie Judengasse genannt. Der Marktgemeinderat legte am 14. Oktober 2008 als Bezeichnung für den Standort An der Synagoge 1 fest.

#### Bäckerei-Verkaufsfenster
Besonders charakteristisch für das Ortsbild von Obernbreit sind die sogenannten Verkaufsfenster an Baulichkeiten, in denen irgendwann einmal ein Bäckereibetrieb untergebracht war. Solche Fenster sind heute noch an den Häusern Breitbachstraße 3, Breitbachstraße 5 und Schwarzenberger Straße 1 zu finden. Die beiden jüngeren Verkaufsfenster entstammen der Mitte des 19. Jahrhunderts, während das Fenster in der Breitbachstraße 5 wahrscheinlich bereits dem 18. Jahrhundert zugerechnet werden kann. Ursprünglich wurde der Verkauf von Backwaren direkt aus der Backstube über sie abgewickelt. Heute werden die Fenster nicht mehr in ihrer ursprünglichen Form genutzt.

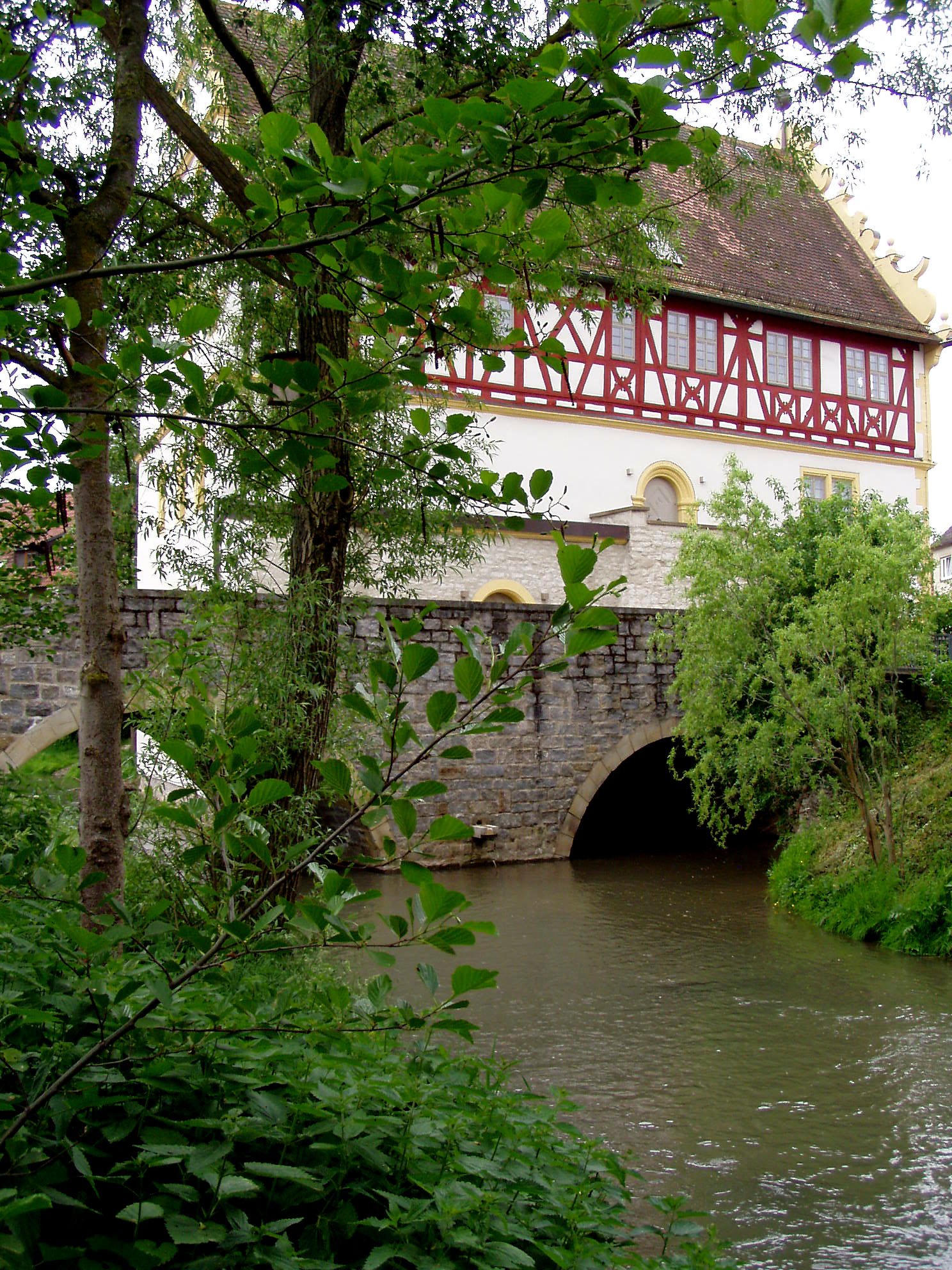
Längsseite des Rathauses mit Breitbachbrücke
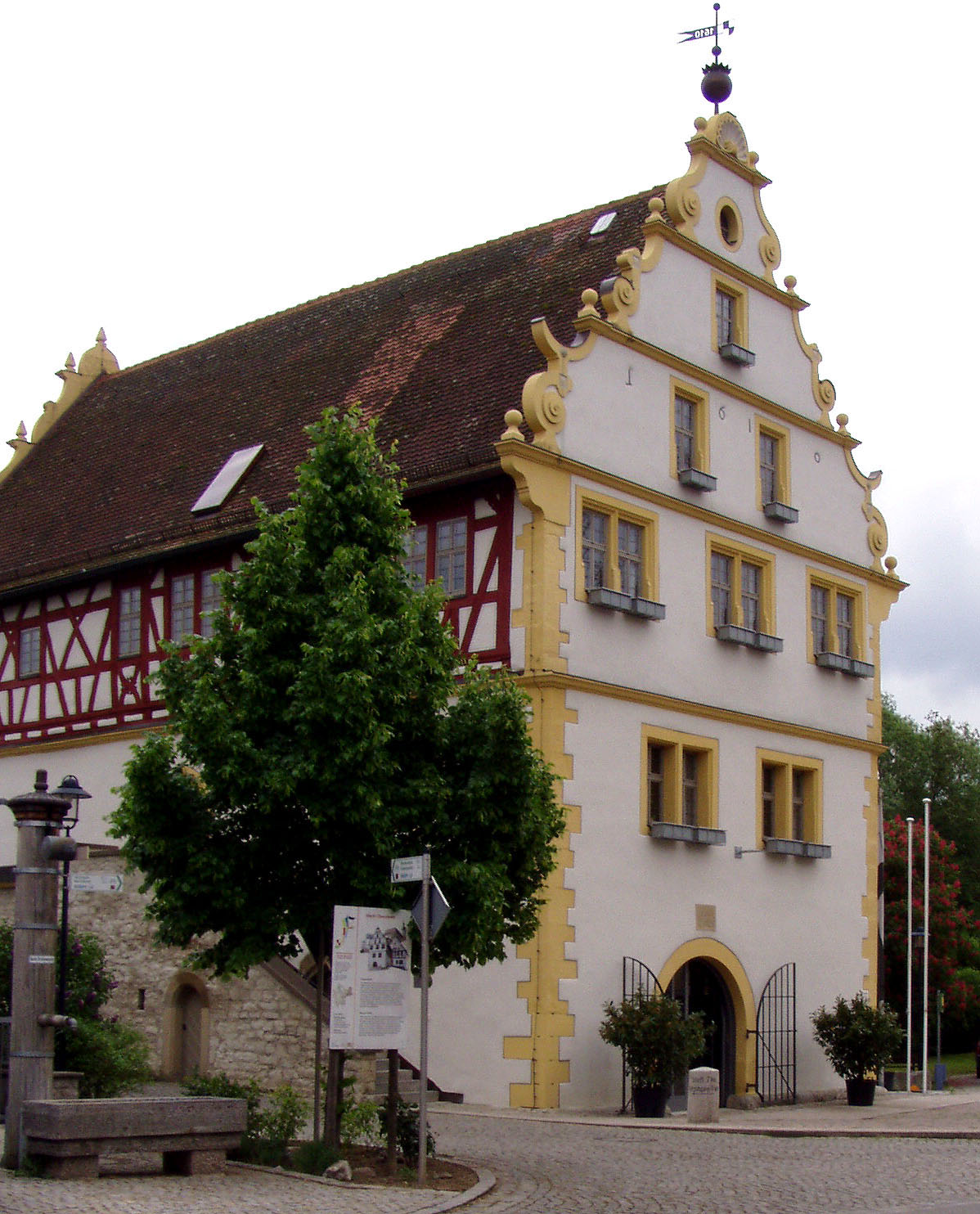
Giebelseite des Rathauses
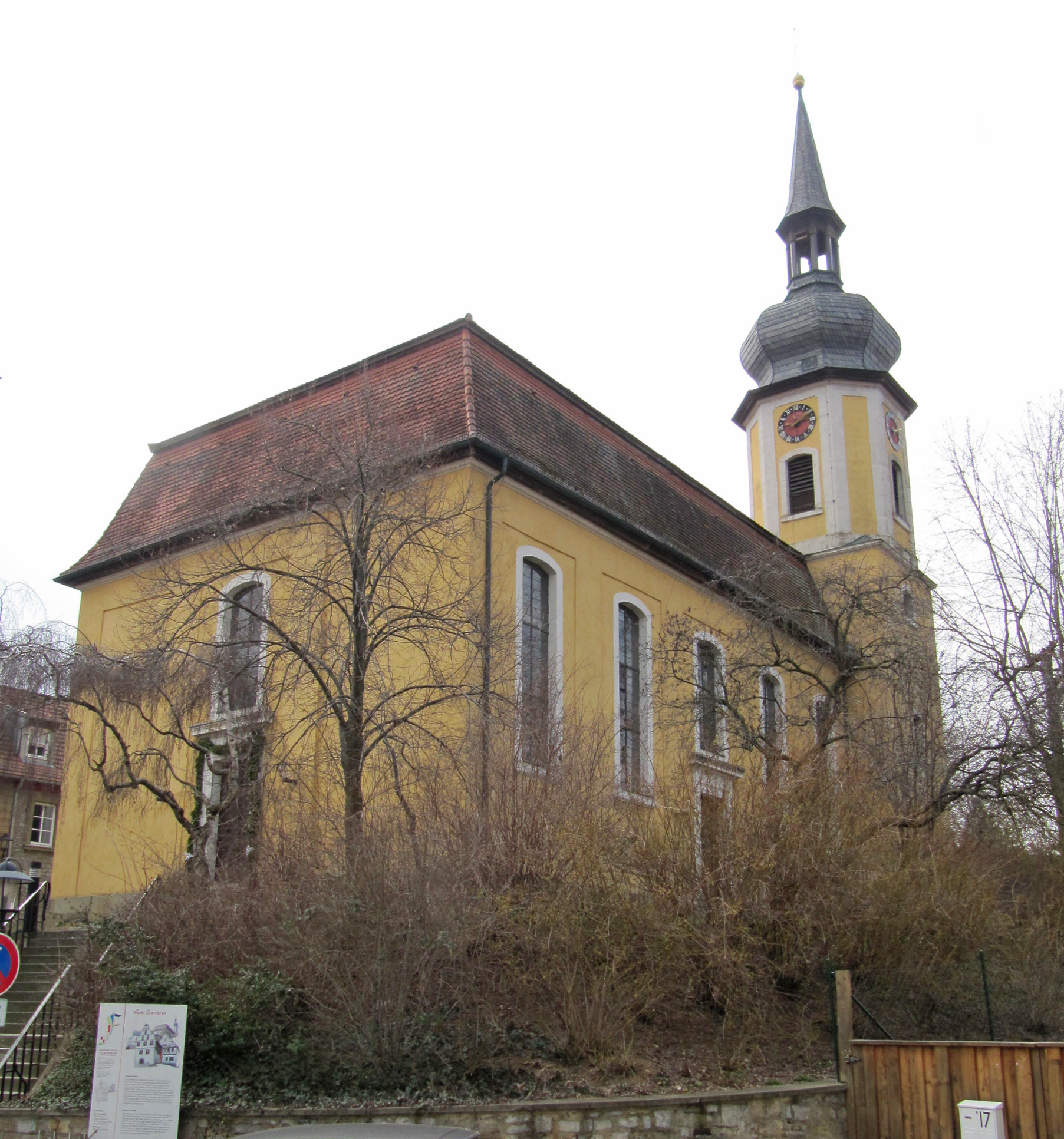
St. Burkard
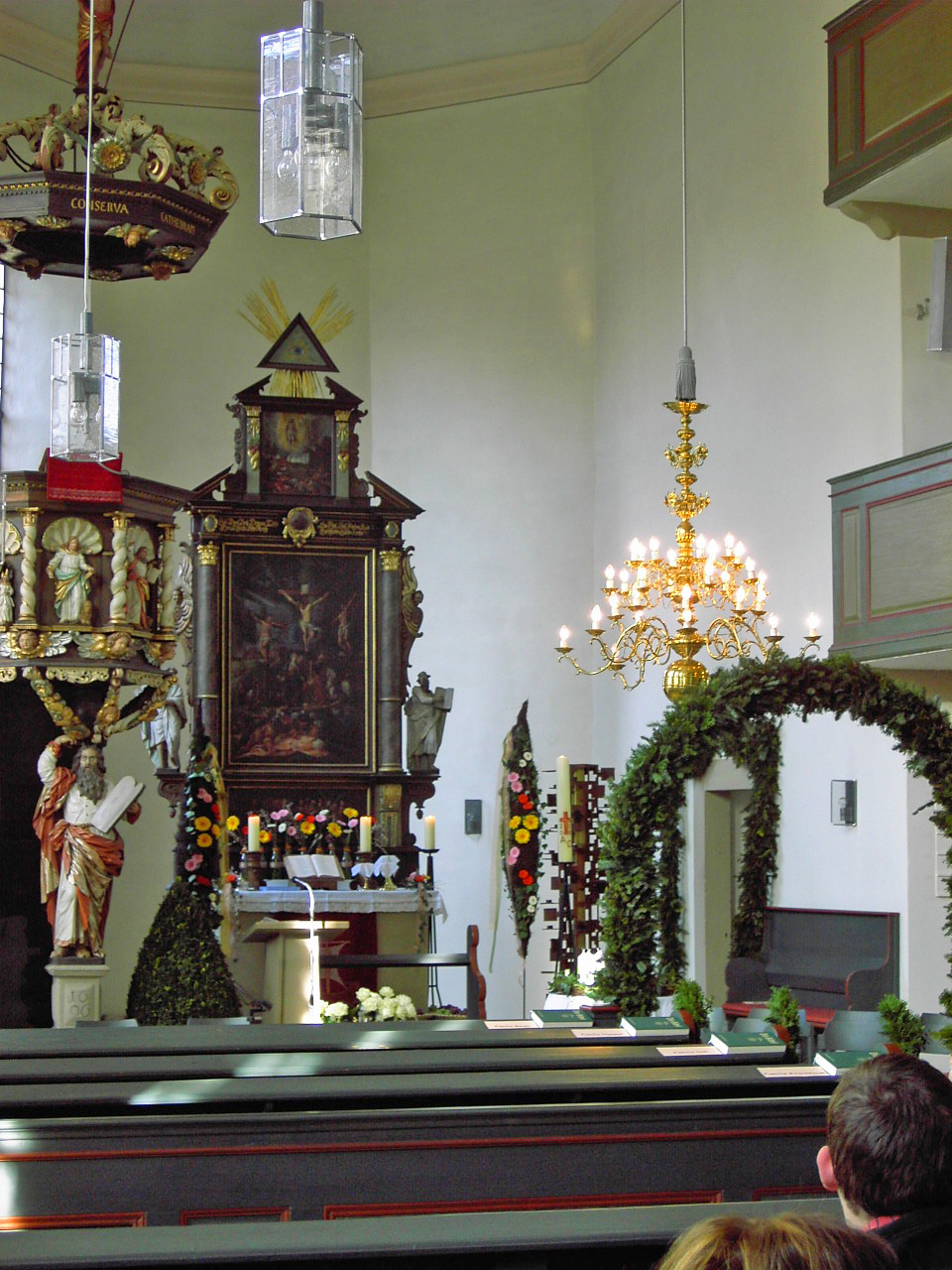
Blick in den Altarraum
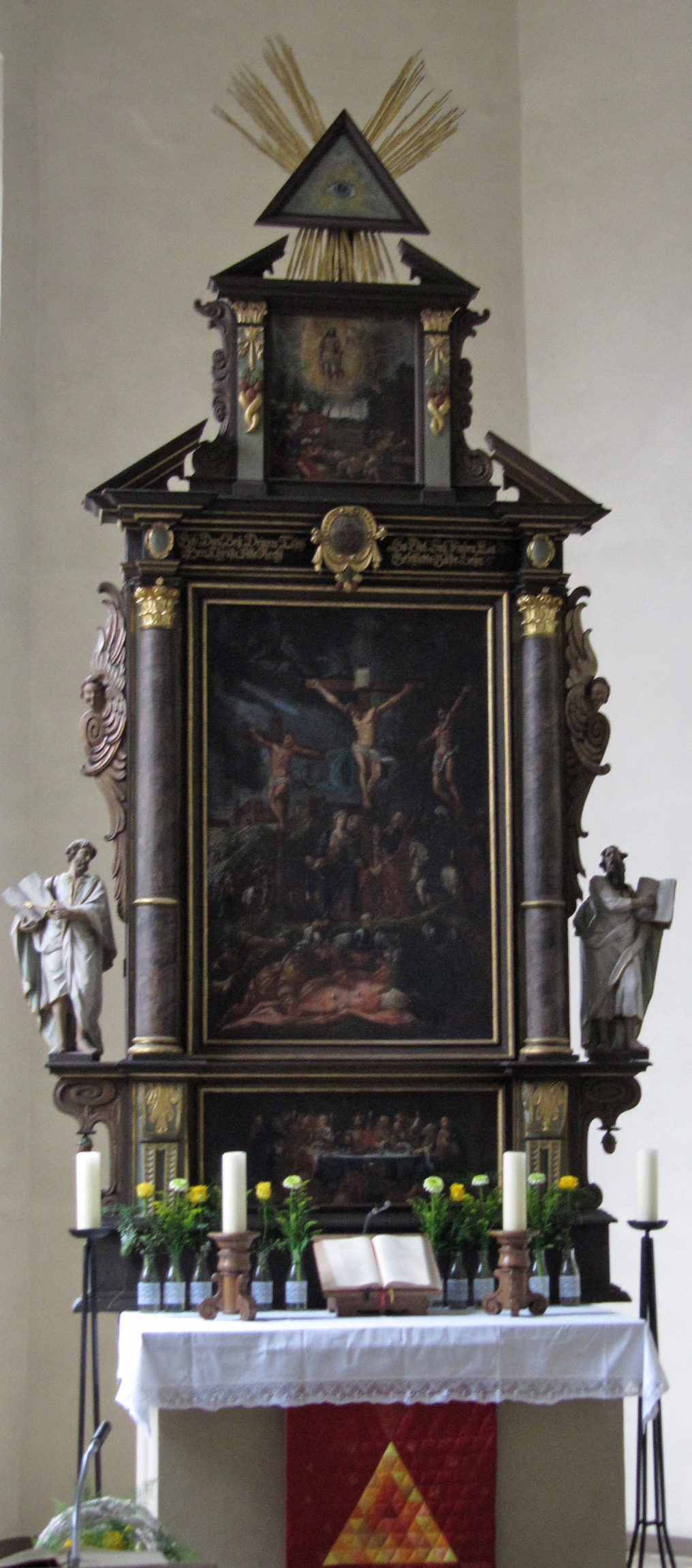
Altar von St. Burkard
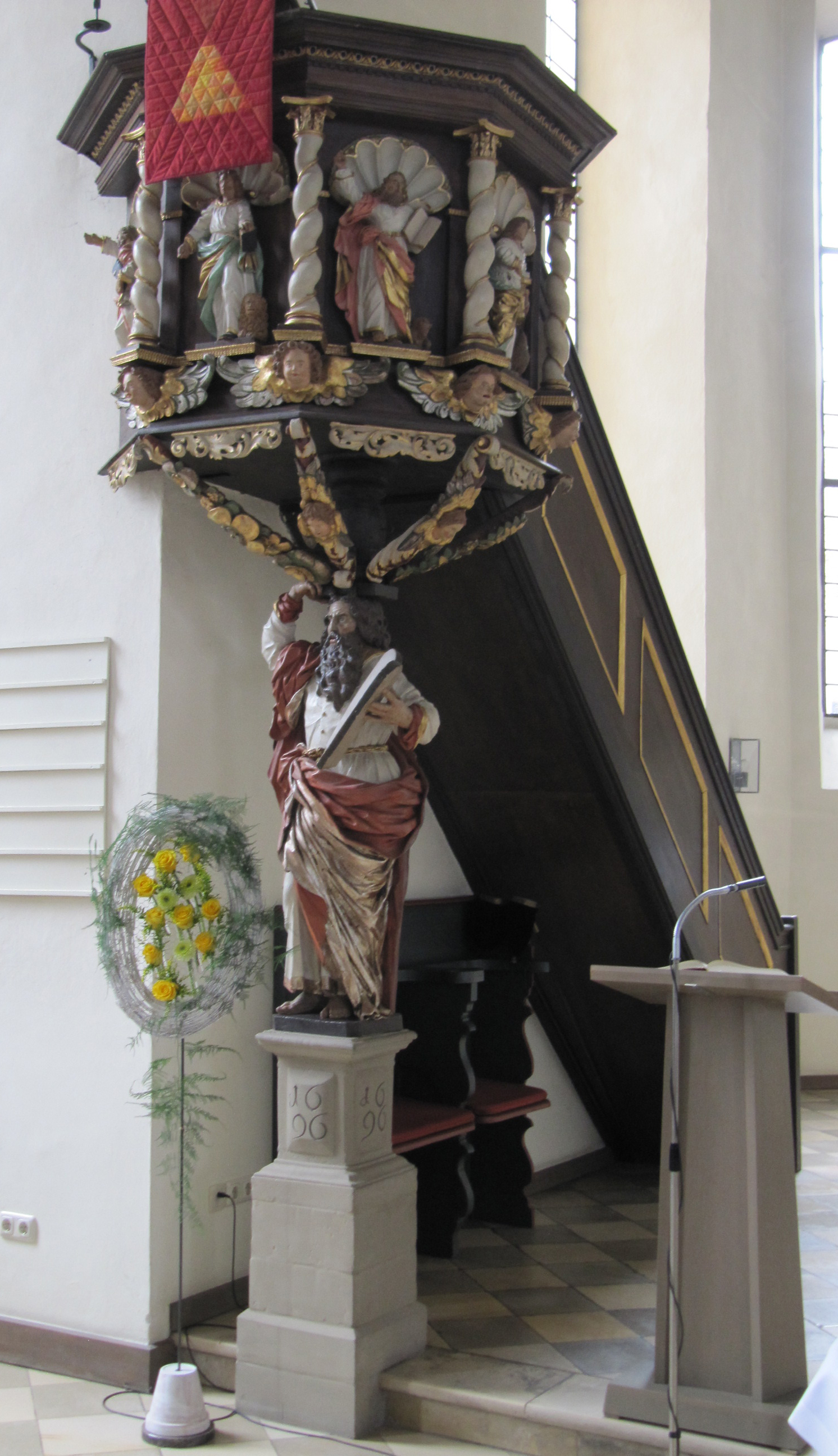
Kanzel
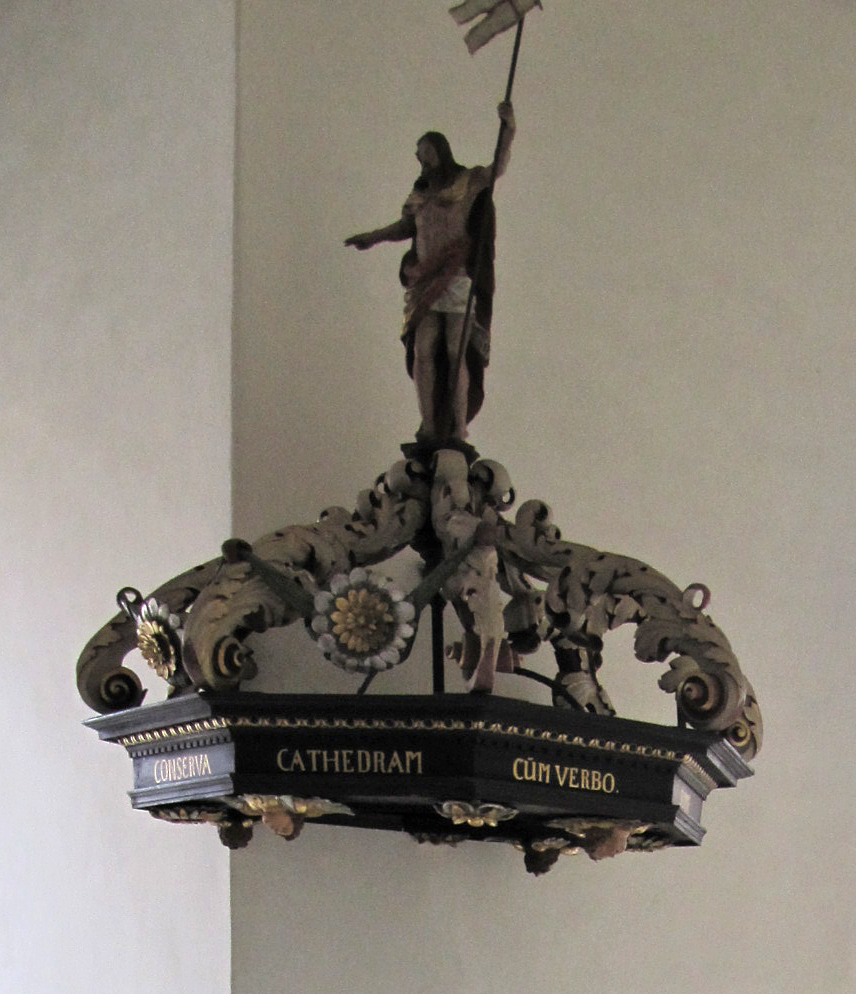
Schalldeckel
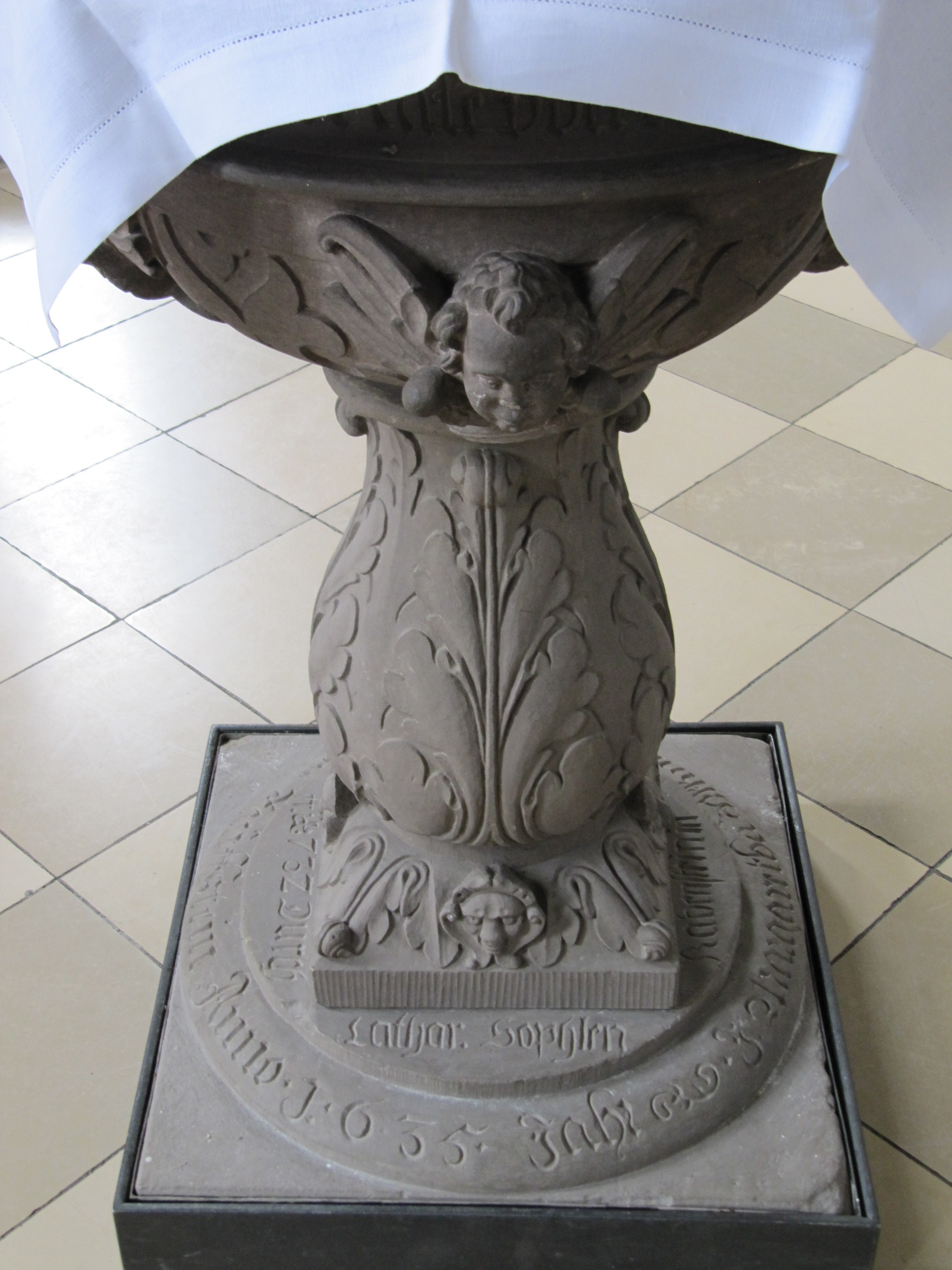
Taufstein
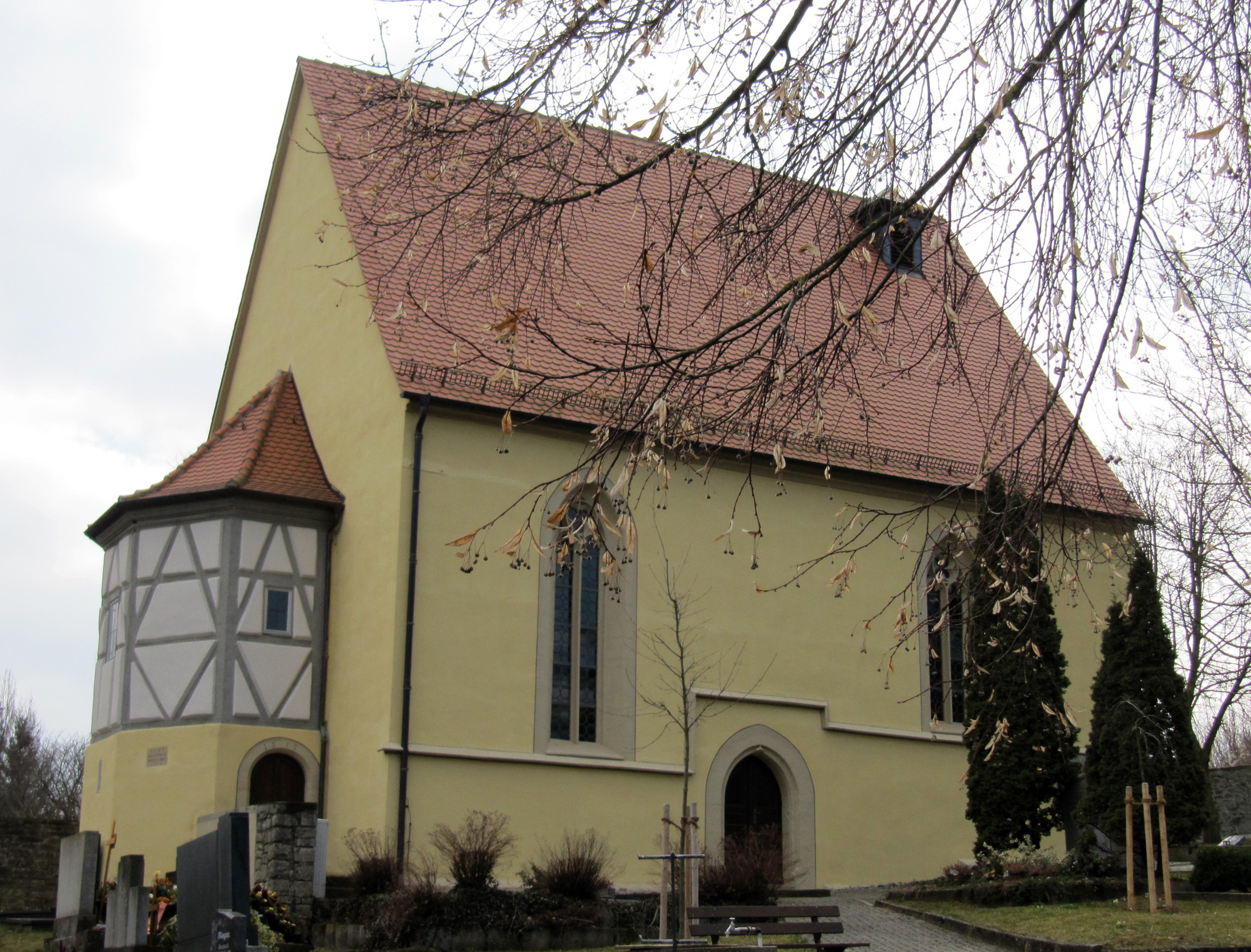
Friedhofskirche Hl. Kreuz

### Ehemaliges Schwarzenberger Amtshaus
Im Jahr 1993 wurde das sogenannte Schwarzenberger Amtshaus (Adresse Schwarzenberger Straße 4) ins Fränkische Freilandmuseum Bad Windsheim transloziert. Es bildete seit seiner Errichtung in der zweiten Hälfte des 16. Jahrhunderts den Sitz des seinsheimischen, später schwarzenbergischen Schultheißen. Im 20. Jahrhundert war das Haus dem Verfall preisgegeben, sodass die Versetzung ins Museum die Bausubstanz rettete. Das Haus ist heute Teil der Baugruppe Mainfranken-Frankenhöhe.

## Wirtschaft und Infrastruktur

### Wirtschaft einschließlich Land- und Forstwirtschaft
2021 gab es nach der amtlichen Statistik im produzierenden Gewerbe 85 und im Bereich Dienstleister 66 sozialversicherungspflichtig Beschäftigten am Arbeitsort. In sonstigen Wirtschaftsbereichen waren am Arbeitsort 54 Personen sozialversicherungspflichtig beschäftigt. Sozialversicherungspflichtig Beschäftigte am Wohnort gab es 601. Zudem bestanden im Jahr 2000 13 landwirtschaftliche Betriebe mit einer landwirtschaftlich genutzten Fläche von 473 Hektar, davon waren 378 Hektar Ackerfläche.

### Weinbau
Obernbreit ist heute Weinbauort im Anbaugebiet Franken. Eine Weinlage existiert um das Dorf, der Wein wird seit den 1970er Jahren unter dem Namen Obernbreiter Kanzel vermarktet. Obernbreit ist Teil des Bereichs MainSüden, bis 2017 waren die Winzer im Bereich Maindreieck zusammengefasst. Die Muschelkalkböden um Obernbreit eignen sich ebenso für den Anbau von Wein, wie die Lage in der Maingauklimazone, die zu den wärmsten Deutschlands gehört.
Bereits seit dem Frühmittelalter betreiben die Menschen um Obernbreit Weinbau. Die fränkischen Siedler brachten wohl im 7. Jahrhundert die Rebe mit an den Main. Im Mittelalter gehörte die Region zum größten zusammenhängenden Weinbaugebiet im Heiligen Römischen Reich. Die Menschen betrieben zumeist Nebenerwerbsweinbau zur Selbstversorgung, gleichzeitig bildeten sich bereits Exportzentren insbesondere entlang des Maines heraus. In Obernbreit wurde der Wein bis an den Hof in Ansbach geliefert.
Nach der Säkularisation erlebte der Weinbau zu Beginn des 19. Jahrhunderts einen umfassenden Niedergang. Vor allem klimatisch weniger begünstige Lagen gab man vollständig auf. Zusätzlich erschwerte das Aufkommen von Schädlingen wie der Reblaus den Anbau. So bestanden um Obernbreit zu Beginn der 1970er Jahre keine Flächen mit Reben mehr. Konsolidieren konnte sich die Weinbauregion Franken erst wieder in der zweiten Hälfte des 20. Jahrhunderts. Der Einsatz von Düngern und verbesserte Anbaumethoden hatten dazu ebenso beigetragen wie die Organisation in Genossenschaften und die Flurbereinigung der 1980er Jahre.
In drei Abschnitten zwischen 1982 und 1990 bereinigte man die Obernbreiter Fluren. Heute wird Anfang Juli im Ort ein Weinfest gefeiert. Daneben durchzieht ein Rebsortenwanderweg die Weinberge oberhalb des Dorfes, der vom örtlichen Weinbauverein initiiert wurde.
| Weinlage | Größe 1940 | Größe 1978 | Größe 1993 | Himmelsrichtung | Hangneigung | Hauptrebsorten                    | Großlage         |
| -------- | ---------- | ---------- | ---------- | --------------- | ----------- | --------------------------------- | ---------------- |
| Kanzel   | 16 ha      | 0,7 ha     | 24 ha      | Süden–Südwesten | 10–15 %     | Müller-Thurgau, Silvaner, Bacchus | Kitzinger Hofrat |

### Bildung
2022 gab es folgende Einrichtungen:
- Kindergärten: 82 Kindergartenplätze mit 74 Kindern

## Persönlichkeiten
- Georg Christoph Zimmermann (1665–1744), protestantischer Geistlicher, Schriftsteller
- Simon Friedrich Nagler (1728–1793), Hof- und Justizrat in Ansbach, Vater des Karl Ferdinand Friedrich von Nagler[18]
- Johann G. Stintzing (1739–1818), Kaufmann und Reeder
- Friedrich Christian Sigmund Mayer (1742–1827), Geistlicher und Tierzüchter[19]
- Johann Friedrich Salomon Luz (1744–1827), Geistlicher, Kirchenrat, Naturwissenschaftler
- Joseph Herzfelder (1836–1904), Advokat, Dichter, Goetheforscher[20]
- Leo Benario (1875–1947), Zeitungswissenschaftler in Nürnberg und 1905–1917 Wirtschaftsredakteur der Frankfurter Zeitung, wurde in Obernbreit geboren.
- Oskar Schad (1904–1978), Kommunalpolitiker (CSU), Schad wurde zum Ehrenbürger von Obernbreit ernannt
- Edi Hornischer (1934–2001), Komponist, 47 Jahre lang „dichtender Bürovorsteher“ einer Rechtsanwaltskanzlei, und über ein Vierteljahrhundert „Freitagsdichter“ von Main Post, Schweinfurter Tagblatt und Fränkisches Volksblatt, lebte fast 50 Jahre in Obernbreit.
- Axel Weiß (* 1958), Grafikdesigner, Illustrator, Kunstpädagoge, Weiß lebt in Obernbreit und betreibt hier zusammen mit seiner Frau eine Galerie
- Florian Schwegler (* 2000), Journalist und Fernsehmoderator, wuchs in Obernbreit auf